# 帝汶戰役
帝汶戰役(英語：Battle of Timor)發生在第二次世界大戰的太平洋戰爭期間，地點位在葡屬帝汶和荷屬帝汶。日軍於1942年2月20日入侵帝汶島，遭到來自澳大利亞、英國和荷蘭東印度群島的一支小型且裝備不足的盟軍部隊抵抗，這些部隊被稱為麻雀部隊。日軍經過三天短暫但強烈的的戰鬥後成功迫使當地盟軍投降，但是數百名澳大利亞突擊隊成員藉由飛機和船隻的補給繼續進行非常規的突襲行動。這些飛機和船隻主要位於橫跨帝汶海的達爾文市。在隨後的戰鬥中，日軍雖然傷亡慘重，但最終他們仍然成功擊退了澳軍。
戰役一直持續到1943年2月10日，剩下的最後一批澳軍才撤離帝汶，是1941－1942年日本入侵東南亞後最後一支離開東南亞的盟軍部隊。許多日軍因此被牽制在帝汶六個多月而無法部署在其他戰區。儘管葡萄牙並沒有參與二戰，但是盟軍為了阻止日軍奪取駐守兵力單薄的葡屬帝汶而出兵奪取了它，當地平民和葡萄牙駐軍傾向支持盟軍並援助他們食物和居住地，少部分人則協助日軍對抗盟軍。澳軍撤出後，一些帝汶人繼續抵抗日軍。由於戰爭的關係，直到1945年日本投降為止，數萬名帝汶平民因而喪生。

## 背景
到1941年底，帝汶島分別被兩個殖民大國統治：葡萄牙人在東部的帝力周圍進行殖民統治，荷蘭人則在西部的古邦周圍，葡屬帝汶的飛地歐庫西區也位在荷屬帝汶地區。荷蘭在古邦的駐軍有一支500人的部隊，而葡萄牙駐帝力的部隊只有150人。1941年2月，澳大利亞和荷蘭政府達成協議，如果日本參與了第二次世界大戰且加入軸心國一方，澳大利亞將提供軍用飛機和部隊以加強荷屬帝汶的防禦力量。因此在日軍襲擊珍珠港之後，澳大利亞於1941年12月12日派遣了小型部隊麻雀部隊抵達了古邦。同時還增派了兩支類似的部隊，分別稱為海鷗部隊和雲雀部隊，來加強安汶和拉包爾的防禦。而由於日本的壓力，葡萄牙在太平洋戰爭中保持中立，並未接受澳大利亞的軍援。
麻雀部隊最初是由威廉·雷格特中校所指揮。包括第2/40營(澳大利亞)在內，由亞歷山大·史潘斯(士兵)少校領導的第2/2突擊隊中隊(澳大利亞)(第二獨立連)和一系列砲兵，使麻雀部隊總計約1,400名士兵援助荷蘭。藉以增強由中校尼科·倫納德·威廉·範·斯特拉滕指揮的皇家荷蘭東印度陸軍，荷軍包括了荷屬帝汶的駐軍營、一支來自第八步兵營的連、一支後備步兵連以及同樣來自第八步兵營的機槍排和一支砲兵連 。空中援助則由澳大利亞皇家空軍(RAAF)的12架輕型哈德遜式轟炸機所組成的澳大利亞皇家空軍第2飛行中隊負責。麻雀部隊最初部署在古邦附近，並在該島的西南角Penfui部署了戰略性機場，其他部隊除了駐紮在Klapalima、烏薩帕·貝薩爾軍營和Babau等地之外，同時還建立了在東方的補給基地Champlong 。
葡萄牙政府為保持中立而拒絕與盟軍合作，並計劃在日軍入侵時從葡屬莫三比克派遣一支800人的強大部隊保衛葡屬帝汶，但是盟軍認為葡萄牙的不配合導致其後翼嚴重暴露。1941年12月17日，一支由400人組成的荷蘭－澳大利亞聯合部隊佔領了葡屬帝汶。作為回應，葡萄牙總理薩拉查向盟軍提出抗議。葡屬帝汶州长宣布自己为囚犯，以保持表面的中立。小型葡萄牙駐軍沒有做出抵抗，而民眾本身也普遍歡迎盟軍。隨後大部分的荷蘭軍隊和整個第2/2獨立連被轉移到葡屬帝汶，並在該地區各地組成小支隊。
中立的葡屬帝汶最初並未列入日本的入侵對象，但在盟軍侵犯其中立性並將其佔領後，日軍決定入侵該地。
後來葡萄牙和英國達成了協議，規定盟軍從葡屬帝汶撤軍，而葡萄牙則會派遣一支部隊來接收該地。1942年1月28日，葡軍從莫三比克的馬普托出發前往帝汶，但日軍在葡軍抵達前旋即入侵帝汶。

## 序幕
麻雀部隊的許多成員（其中大多數人尚未適應熱帶氣候）感染了瘧疾和其他疾病，導致備戰狀況嚴峻。位於荷屬帝汶的Penfui機場成為由道格拉斯·麥克阿瑟將軍所指揮的澳美聯軍在菲律賓作戰的重要空中樞紐地帶。Penfui在1942年1月26日－30日遭到日軍的空襲，但此空襲行動遭受英國防空砲手的阻撓並在較小程度上受到了美國空軍第33追擊中隊中的P-40戰鷹戰鬥機的干擾而失敗，而當中參與空戰的11架P-40戰鬥機駐紮在達爾文。之後，又有500名荷軍和英軍第79輕型防空砲兵連抵達以加強帝汶的防禦，而另一支澳美聯軍則計劃於2月抵達。
同時，拉包爾於1月23日遭日軍攻佔，隨後於2月3日逼近安汶，海鷗部隊和雲雀部隊均被摧毀。2月16日，盟軍向古邦的車隊運送增援和補給由休斯頓號重巡洋艦、佩里號驅逐艦、天鵝號單桅縱帆船和沃里戈號單桅縱帆船等船隻護送。但是在日軍的激烈空襲下被迫不登陸即返回達爾文。增援部隊包括澳大利亞的第2/4先鋒營和第49美國火砲營 。麻雀部隊無法進一步加強，隨著日軍逐漸完成對荷屬東印度群島的包圍，葡屬帝汶遂成為日軍一個合理的軍事目標。

## 戰鬥

### 1942年2月19日－20日，日軍入侵葡屬帝汶

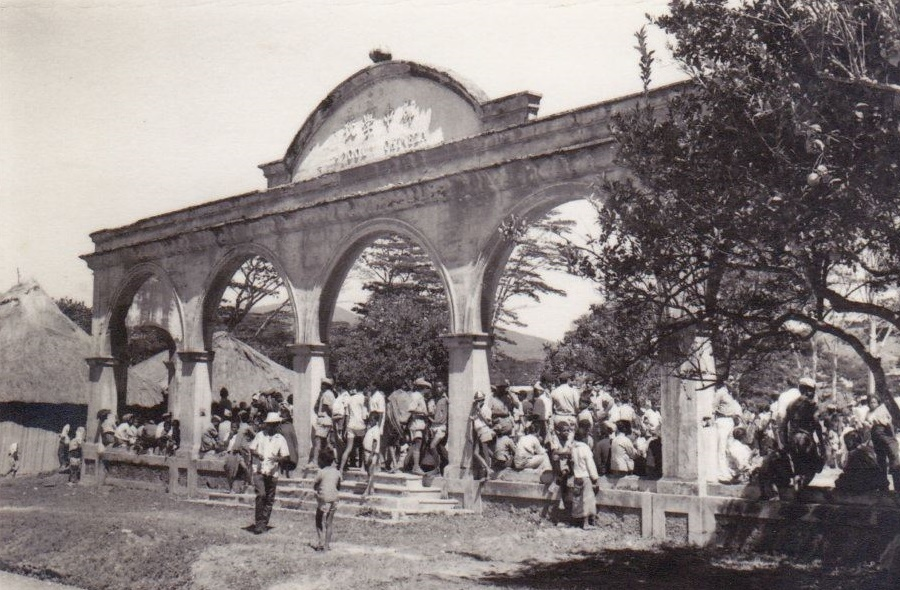
葡屬帝汶一座位於阿伊萊烏的中文學校因為戰爭而被摧毀。

在上校土井定七的指揮下，1500名大日本帝國陸軍第16軍第38師團第228步兵團於2月19-20日的晚上在帝力開始登陸。最初，盟軍將日軍的登陸船隻誤認為是運送葡萄牙援兵的船隻而大吃一驚。儘管如此，他們已經做好了充分的準備，在駐紮在機場的澳大利亞第二突擊隊的18名精銳突擊隊負責掩護之下，盟軍的駐軍有序撤退。根據澳軍的說法，突擊隊在戰鬥的頭幾個小時中殺死了大約200名日軍，日軍的紀錄則僅有7人傷亡，但是澳軍的宣稱獲得了當地紀錄的支持。
另一批澳軍澳大利亞第七突擊隊則碰巧撞上了日軍設下的路障。根據軍事歷史學家Brad Manera的說法，這批澳軍儘管投降了，但被日軍屠殺到僅有1人存活。仍然倖存的澳軍人數眾多並且從帝汶的東部和南部撤退到山區內部。斯特拉滕指揮200名荷屬東印度群島士兵向西南方駛向邊界。

### 1942年2月19日－20日，日軍登陸荷屬帝汶
同一天晚上，荷屬帝汶的盟軍也遭受了非常激烈的空襲，這導致部分澳大利亞空軍撤回澳大利亞。空襲之後，第228步兵團的主力，兩個營共約4,000名日軍在帕哈河西南部未設防的島上登陸。同時五輛九四式輕裝甲車登陸以支援日軍步兵，該部隊向北推進，切斷了荷蘭在西方的陣地並攻擊了駐守Penfui的第2/40營的陣地。一支日軍步兵連向東北方推進至Usua，旨在切斷盟軍的撤退路線。作為回應，麻雀部隊總部立即被移至更東方，朝向Champlong。
雷格特下令摧毀機場，但盟軍撤退到Champlong的路線，但是日軍第三橫須賀市海軍特別陸戰隊的300名海軍陸戰隊傘兵降落在古邦以東22公里，鄰近Usna一地降落，切斷了盟軍撤退到Champlong的路線。麻雀部隊總部只能進一步向東遷移，雷格特的士兵向日軍傘兵發起了持續並具有毀滅性的襲擊並以刺刀衝鋒結束了戰鬥。直到2月23日上午，第2/40營才清除了所有的日軍傘兵，但日軍主力部隊從後方再次襲擊。雷格特的士兵們彈藥不足且精疲力盡，且已有多名士兵負傷。最終雷格特接受了日本的勸降，並在Usna向日軍投降。第2/40營在戰鬥中陣亡84人，負傷132人，但在接下來的兩年半內，第2/40營的戰俘死亡人數將是這個數字的兩倍多。 雷格特投降後韋爾率領麻雀部隊的主力部隊（包括約290名澳大利亞和荷蘭部隊）繼續向東越過邊界，與第2/2獨立連匯合。

### 1942年2月－8月，澳大利亞突擊隊持續抵抗日軍

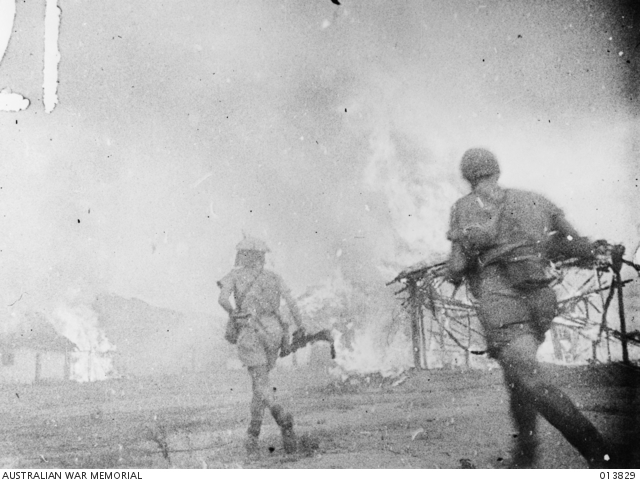
1942年12月12日，澳大利亞游擊隊將東帝汶人民居住的明德洛村(Turiscai)焚毀以防止日軍將其作為根據地使用。

到2月底，日軍控制了大部分的荷屬帝汶和帝力東北方的周圍地區。但是澳軍仍然留在該島的東部和南部。第2/2獨立連隊經過特殊訓練，擅長突擊式作戰，雖然缺乏重型武器和車輛，但擁有自己的機械師和信號員。突擊隊藏在葡屬帝汶的整個山區，在帝汶人嚮導、有當地運輸者和山地小馬的協助下，他們向日軍發起突擊。
在諸如此類的小規模的突擊行動中，麻雀部隊和獨立連部署了軍用方舟（可折疊的皮划艇或折疊船），使它們能夠更好地穿透密集的沿海植被，以進行監視、突襲和營救任務，而這也是澳軍首次使用汽艇進行作戰。
儘管葡萄牙官員仍然保持正式中立並只負責民政事務，但大部分葡萄牙人和東帝汶土著人民對盟軍表示同情，盟軍能夠使用當地電話系統在各盟國之間進行通信，並收集有關日軍活動的情報。但是，盟軍最初沒有運轉中的無線電設備，導致無法與澳大利亞聯繫。
土井定七派遣了澳大利亞名譽領事大衛·羅斯（飛行員）和澳洲航空的當地特工找到了突擊隊並要求他們投降。史潘斯回答：“ Surrender ? Surrender be fucked ! ”羅斯偷偷向突擊隊提供了有關日軍部署情況的信息，並用葡萄牙語提供了便條，便條上寫著澳大利亞政府將會對任何提供日軍消息的人提供報酬。在3月初，韋爾和斯特拉滕的部隊與第2/2獨立連建立了聯繫，同時也使用收音機聯繫上了達爾文。到了五月，澳軍飛機開始向突擊隊及其盟友運送物資。
日軍最高司令部派出了一位在馬來亞戰役和新加坡戰役中立下軍功的資深人士協助駐守帝汶的日軍作戰，他因新加坡戰役率領日軍大獲全勝而被稱為「新加坡之虎」（他的真名不詳）。5月22日，騎在白馬上的新加坡之虎率領日軍向雷梅西奧進發。澳大利亞巡邏隊在葡萄牙人和帝汶人的協助下進行了一次伏擊，殺死了四或五名日軍。在第二次伏擊中，一名澳大利亞狙擊手開槍殺死了新加坡之虎。另外還有24名日軍被殺，導致日軍最終決定將部隊撤回帝力。5月24日，澳大利亞空軍卡塔琳娜將韋爾和斯特拉滕從帝汶東南海岸撤離。史潘斯被提升為中校後被任命為指揮官。5月27日，澳大利亞皇家海軍成功完成了對帝汶的第一次補給和撤離任務。

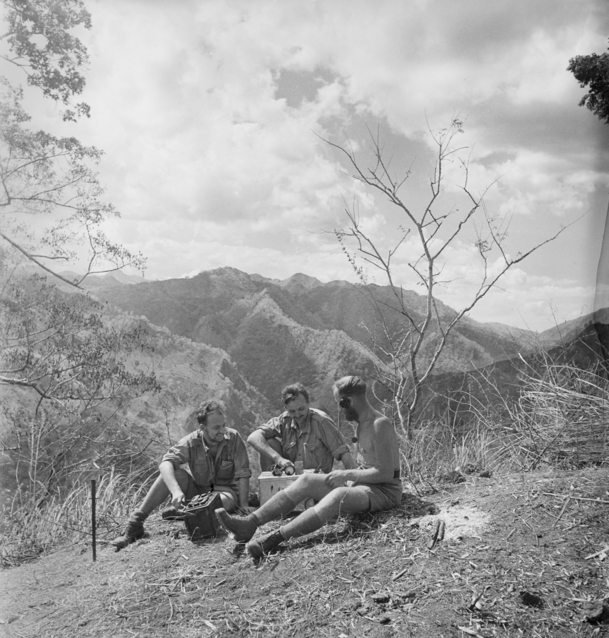
1942年11月左右，澳軍第2/2獨立連的Signaller Keith Richards、下士John Donovan和中士Frank Press (由左至右)在日佔帝汶的山頂上進行游擊作戰並使用收音機。(此照片由達米安·帕爾所拍攝。)

6月，盟軍陸軍司令托馬斯·布萊梅將軍向道格拉斯·麥克阿瑟將軍（時任西南太平洋地區的最高盟軍司令）表示在帝汶進行全面的聯合進攻將需要進行一次規模龐大的兩棲攻擊，而這至少需要1個步兵師（至少10,000名軍事人員）。由於盟軍計畫重新攻佔新幾內亞和索羅門群島東部地區，布萊梅建議應盡可能長時間地維持在帝汶的戰鬥以牽制日軍，但不要擴大戰鬥規模，該建議最終被麥克阿瑟所採納。
葡萄牙駐帝汶總督費雷拉·德·卡瓦略(Ferreira de Carvalho)與葡萄牙政府的電報聯繫被切斷。1942年6月費雷拉·德·卡瓦略與日軍的關係惡化，原因是因為他拒絕了日本的要求（懲罰協助澳軍的葡萄牙官員和帝汶平民）。6月24日，日本人正式向葡萄牙政府投訴其作為，但仍未對費雷拉·德·卡瓦略採取任何行動以迫使其配合。 日軍指揮官讚揚到目前為止麻雀部隊的表現，並再次要求其投降。日軍指揮官將其與第二次布爾戰爭的布爾人游擊隊比擬並說他知悉盟軍仍須10倍的軍力才能夠獲勝。儘管如此，土井定七仍然繼續增援前線的日軍以組織日軍最終的攻勢。這次羅斯沒有返回帝力，他於7月16日被疏散到澳大利亞。

### 1942年8月，日軍反攻澳軍
8月，由中將土橋勇逸率領的日軍第48師團從菲律賓出發並駐紮在古邦、帝力和馬六甲，從而緩解了伊藤分隊的兵力。土橋永逸接著發動了一次主要的反攻，試圖將澳軍推到帝汶島南海岸的一個角落。強大的日軍縱隊向南移動，其中兩支分隊來自帝力，一支分隊來自馬納圖托的北海岸。其他支分隊從荷屬帝汶東移，攻擊該島中南部的荷軍陣地。進攻於8月19日結束，當時日軍主力撤退至拉包爾，但他們仍未攻占毛比斯(Maubisse)的核心城鎮和南部的Beco港。日本人還招募了許多帝汶平民，他們提供了盟軍的情報。同時在8月下旬，部分毛比斯的土著發動叛變反對葡萄牙人，並與葡萄牙人發生衝突。
9月，日軍第48師的主力抵達戰場開始參戰。澳軍也派遣了增援部隊，第2/4獨立連的450名精銳部隊於9月23日抵達，他們以「長槍兵部隊」聞名。航海家號驅逐艦在第2/4獨立連登陸時在南部的貝塔諾（Betano）港擱淺，在遭到空襲後不得不將其放棄。該船的船員於1942年9月25日被卡爾古利號護衛艦和瓦南布爾號護衛艦安全撤離，航海家號被拆除炸彈炸毀。 9月27日，日軍試圖從帝力尋找並打撈起航海家號的沉船，但最終沒能成功。 
到10月，日軍已成功招募了許多帝汶平民，這些平民在對盟軍進行正面攻擊時遭受了嚴重的人員傷亡。葡萄牙人還被迫向日本人提供幫助，在佔領的頭六個月中，至少有26名葡萄牙平民被殺，包括當地官員和天主教神父。11月1日，盟軍最高司令部批准向葡萄牙官員發行武器，該政策以前是非正式執行的。大約在同一時間，日本命令所有葡萄牙平民在11月15日前移至「中立區」。那些不遵守的人被視為同盟國的幫兇。但這只導致更多葡萄牙人傾向與盟國合作。
史潘斯於11月11日撤退到澳大利亞，第2/2獨立連指揮官貝爾納·卡里南少將被任命為帝汶的盟軍指揮官。11月30日和12月1日晚上，澳大利亞皇家海軍進行了一次重要行動，在貝塔諾登陸新的荷蘭部隊並疏散了190名荷蘭士兵和150名葡萄牙平民，此次軍事行動出動了庫魯號巡邏艇、阿米代爾號護衛艦和卡索曼號護衛艦，然而攜帶荷軍增援的阿米代爾號被日軍飛機擊沉，盟軍幾乎失去了阿米代爾號上運送的所有飛機。

### 1942年12月－1943年2月，澳大利亞撤軍
到1942年底，盟軍重新奪回帝汶的機會非常渺茫，因為島上現在有12,000名日軍，澳軍突擊隊的消耗也越來越多。澳大利亞參謀長估計，將需要至少三個師團和強大的海空軍支持下才能奪回該島。 而日軍消滅澳軍並使他們無法得到當地居民支持的行動變得越來越有效果，澳軍發現他們的行動變得越來越站不住腳。而由於盟軍在新幾內亞附近的海灘進行了許多成本昂貴的戰鬥，當前的盟軍沒有足夠的資源繼續在帝汶戰鬥。因此從12月初開始，澳軍在帝汶的行動將逐步結束。
12月11日至12日，荷蘭驅逐艦耶爾克·希茲號驅逐艦負責撤離了最初的麻雀部隊的其餘人員（除了少數軍官）和葡萄牙平民。1943年1月的第一周，盟軍決定讓藍瑟部隊(Lancer Force)撤離。1943年1月9日和10日晚上，阿倫塔號驅逐艦疏散了大部分的第2/4獨立連和50名葡萄牙平民。一個名為S Force的小型情報小組被拋在了後面，但日軍很快發現了它的存在。S Force在橡皮艇的輔助下，帶著藍瑟部隊的殘餘力量，前往帝汶的東端，澳大利亞-英國聯合部隊Z特種部隊也在此作戰以掩護撤退行動。2月10日美國潛艇格頓號潛艇將所有盟軍部隊撤離帝汶 。在戰鬥的這一階段，40名澳大利亞突擊隊隊員陣亡，而據信有約1,500名日軍陣亡。

## 後續

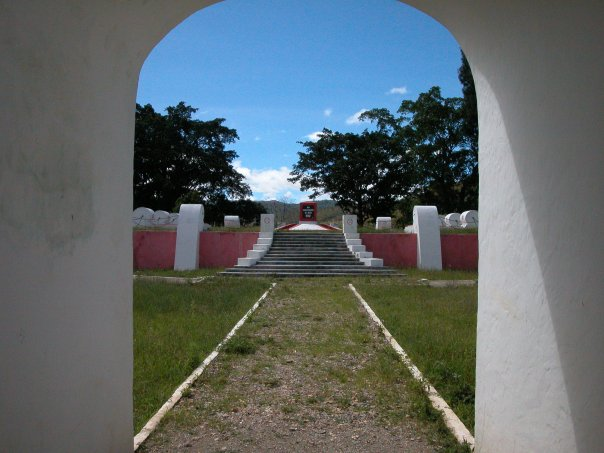
阿伊萊烏的葡萄牙受害者紀念館

總體而言，雖然在帝汶的軍事行動沒有太大的戰略價值，但澳大利亞突擊隊阻止了整個日軍師團在新幾內亞戰役早期階段的部署並對日軍造成了不成比例的人員傷亡。與在爪哇、安汶或拉包爾的軍事行動相比，澳軍在帝汶的軍事行動十分成功，即使由於面對日軍壓倒性力量導致帝汶戰役很大程度上僅是象徵性的努力。同樣，他們證明，在有利的情況下，非常規戰爭可能比常規戰爭有效，因為當時的盟軍無法透過常規戰爭獲得資源。大多數平民死亡是因為日軍對平民的報復，平民死亡人數估計為40,000－70,000人，為當時帝汶人口數13%左右。
最終日軍控制帝汶直到1945年9月2日日本投降。1945年9月5日，日軍指揮官會見了葡萄牙總督，將帝汶統治權交還給他。9月11日，澳大利亞帝汶武裝力量抵達古邦港接受所有在帝汶上的日軍投降。9月27日，2,000多名葡軍抵達葡屬帝汶，當地人民舉行了歡迎儀式。這些部隊包括三個工程連以及大量的糧食和建築材料，被用於重建帝汶。